# Giorgio Papais
Giorgio Papais (Zoppola, 26 aprile 1961) è un allenatore di calcio ed ex calciatore italiano, di ruolo centrocampista.

## Caratteristiche tecniche
Mediano con compiti di copertura e costruzione del gioco, era dotato di un potente tiro dalla distanza.

## Carriera

### Calciatore
Dopo aver esordito nel Conegliano in Serie C2, debutta in Serie A con l'Udinese, il 5 ottobre 1980 contro la Fiorentina. In due stagioni colleziona in tutto 13 presenze, e nell'ottobre 1982 viene ceduto in Serie B, al Monza, con cui disputa due annate da titolare. Nel 1984 l'Udinese lo riporta alla base, e nella stagione 1984-1985 disputa 9 partite in Serie A.
Torna quindi a Monza, dove gioca un campionato di Serie B e uno di Serie C1, e nel 1987 passa alla Triestina, con cui retrocede in Serie C1 e riconquista immediatamente la Serie B al termine del campionato 1988-1989, realizzando il gol decisivo per la promozione sul campo della SPAL. Nel 1990 passa al Piacenza, di cui diventa perno del centrocampo conquistando la promozione in Serie B nella prima stagione, e quella in Serie A (la prima del club emiliano) nel 1993.
Nella città emiliana realizza la sua migliore stagione nel campionato di Serie A 1993-1994, unico suo campionato di massima serie da titolare fisso, dove riesce a segnare 4 reti (di cui 3 su calcio di rigore), anche se non serviranno a salvare i piacentini dalla retrocessione. Il 13 febbraio 1994, nel corso della partita contro l'Inter, subisce un arresto cardiocircolatorio in seguito a uno scontro con Davide Fontolan, riprendendosi nei minuti successivi.
Dopo un'ulteriore stagione a Piacenza, culminata con la vittoria del campionato di Serie B, chiude la carriera professionistica centrando col Novara la promozione in Serie C1 nella stagione 1995-1996. In carriera ha collezionato complessivamente 51 presenze e 4 reti in Serie A e 237 presenze e 17 reti in Serie B.

### Allenatore
Conclusa la carriera agonistica, si dedica all'attività di allenatore, nelle giovanili del Piacenza e successivamente sulla panchina della Pontolliese Libertas, formazione dilettantistica piacentina. Tra il 2009 e il 2011 siede sulla panchina dell'Azzanese, nell'Eccellenza friulana.
Nella stagione 2012-2013 guida il Lumignacco, sempre in Eccellenza, dimettendosi nel febbraio 2013. Nel febbraio 2017 guida per un mese l'Union Pasiano, sempre in Eccellenza.

## Palmarès

### Giocatore

#### Competizioni nazionali
- Serie B: 1

Piacenza: 1994-1995
- Serie C1: 1

Piacenza: 1990-1991
- Serie C2: 1

Novara: 1995-1996